# Saxo (film)
Pour les articles homonymes, voir Saxo.
Pour plus de détails, voir Fiche technique et Distribution.
Saxo est un film français réalisé par Ariel Zeitoun et sorti en 1988.

## Synopsis
Le directeur d'une maison de disques est au bord de la faillite. Il rencontre deux musiciens, un saxophoniste (Joe) et sa sœur (Puppet), chanteuse et guitariste, qu'il pense destinés au succès. Mais les choses ne vont pas se passer comme il l'aurait rêvé.

## Fiche technique
- Réalisation : Ariel Zeitoun
- Scénario : Jacques Audiard ,Gilbert Tanugi, Ariel Zeitoun
- Production :  Canal+, Films A2, Partner's Productions
- Musique : François Bréant, Roy Buchanan
- Image : Bruno de Keyzer
- Montage : Hugues Darmois
- Durée : 116 minutes
- Date de sortie :
  - France : 27 janvier 1988

## Distribution
- Gérard Lanvin : Sam Friedman
- Akosua Busia : Puppet
- Richard Brooks : Joe
- Laure Killing : Esther
- Roland Blanche : Raphaël Scorpio
- Clément Harari : Tonia
- Erick Desmarestz : Commissaire Brami
- Thomas M. Pollard : Le manager
- James Arch : Frank
- Arièle Zeïtoun : Corinne
- Jany Holt : Meicha
- Bernard Farcy : Moska
- Guillaume Locussol : Un Enfant

## Exploitation
Le film a réalisé 125 363 entrées sur 37 salles en 8 semaines d'exclusivité à Paris.